# 侯活·史敦
霍华德·艾伦·斯特恩（Howard Allan Stern，1954年1月12日—）是美国广播电视名人、喜剧演员和作家。他最出名的是他的广播节目《霍华德·斯特恩秀》，该节目在1986年至2005年期间在全国范围内通过地面广播播出时广受欢迎。自2006年以来，他一直在天狼星XM廣播節目。
斯特恩在波士顿大学期间获得了他的第一份电台工作。近年来，斯特恩的摄影作品登上了Hamptons和WHIRL杂志。2012年至2015年期間，他担任《美国达人》评委。
斯特恩赢得了无数行业奖项，包括连续八次获得告示牌之全国电视广播人物奖（Nationally Syndicated Air Personality of the Year），他是第一個同時擁有紐約和洛杉磯最佳晨間秀的人。美國联邦通信委员会曾认为内容不雅而向电台擁有者处以总计250万美元的罚款，他成为被罚款最多的电台主持人。2004年，斯特恩在2004年与天狼星衛星廣播签订了一份价值5亿美元的五年合约，讓成为收入最高的电台人物之一。 
自1992年以来，斯特恩称自己为“所有媒体之王”（King of All Media），因为他在广播之外取得了成功。他主持并制作了许多深夜电视节目、按次付费节目和家庭录像。他的两本书《Private Parts》(1993) 和《Miss America》(1995) 进入纽约时报畅销书排行榜第一名，销量超过一百万册。斯特恩在其原声带上表演，该原声带在Billboard200上名列第一，并以100万张的销量获得白金认证。斯特恩於2019年發行的第三本书《Howard Stern Comes Again》。